# Теребій Андрій Богданович
Андрій Богданович Теребій (позивний — Сокіл; 28 жовтня 1991, м. Тернопіль, Україна — 4 квітня 2022, м. Рубіжне, Луганська область) — український військовослужбовець, солдат Збройних Сил України, учасник російсько-української війни. Кавалер ордена «За мужність» III ступеня (2022, посмертно), почесний громадянин Тернопільської області (2024, посмертно), почесний громадянин міста Тернополя (2022, посмертно).

## Життєпис
Народився Андрій 28 жовтня 1991 року в місті Тернополі.
Навчався в Тернопільській загальноосвітній школі № 23. Під час навчання займався вільною та греко-римською боротьбою в СК «Галицькі леви», де здобував нагороди в різних областях та районах.
Закінчив Тернопільський центр професійно-технічної освіти № 1. Від 2011 року проходив військову службу в Державній спеціальній службі транспорту, а також навчався в Тернопільському національному технічному університеті імені Івана Пулюя.
Після початку російсько-української війни був призваний за третьою хвилею мобілізації. Протягом 2014—2015 років служив стрільцем, помічником гранатометника 24-ї окремої механізованої бригади. Брав участь у боях за Кримське та Золоте 4.
З 2016 року добровільно поступив на службу в 54 ОМБр. Учасник боїв за Попасну. 
2017-го підписав контракт з 122-м окремим аеромобільним батальйоном 81-ї окремої аеромобільної бригади. 
У 2018—2022 роках у лавах УДА- бої за Марʼянку. Між ротаціями також був активним учасником Громадського руху ветеранів та волонтерів «Захисти Україну» та Громадської організації «Res_Publica. Брати по Зброї».
З початком російського вторгнення в Україну був старшим стрільцем 122-го окремого аеромобільного батальйону 81-ї окремої аеромобільної бригади. Загинув 4 квітня 2022 року від снайперської кулі в боях за місто Рубіжне Луганської області.
Похований 11 квітня 2022 року на Алеї Героїв Микулинецького кладовища.
Залишилась мати та сестра.

## Нагороди
- орден «За мужність» III ступеня (22 червня 2022, посмертно) — за особисту мужність і самовіддані дії, виявлені у захисті державного суверенітету та територіальної цілісності України, вірність військовій присязі[1];
- медаль «За жертовність і любов до України» (4 березня 2016). Нагороджений Патріархом Київським і всієї Русі- України Філаретом;
- відзнака Президента України «За участь в антитерористичній операції» (17 лютого 2016);
- орден «Лицар Мужності та Честі» (25 жовтня 2017) — за особисту мужність і самовіддані дії, виявлені у захисті державного суверенітету та територіальної цілісності України в Українська добровольча армія УДА;
- Хрест Бойового Братерства (14 березня 2019);
- медаль «За участь в боях Бахмутський рубіж».

## Вшанування пам'яті
- Почесний громадянин Тернопільської області (2024, посмертно)[2][3];
- Почесний громадянин міста Тернополя (22 серпня 2022, посмертно)[4].

23 травня 2024 року на фасаді Тернопільського центру професійно-технічної освіти відкрито пам'ятну дошку Андрію Теребію.